# Stadio Porta Elisa
Lo stadio Porta Elisa di Lucca fu inaugurato il 20 gennaio 1935 in occasione della partita tra la U.S. Lucchese Libertas e la Pro Patria et Libertate U.S.B. che terminò con il risultato di 2-0 a favore dei rossoneri.
Dal 1935 ospita, senza interruzioni, le partite casalinghe della Lucchese 1905.

## Storia
Verso il 1930 si avvertì nella città di Lucca la necessità di costruire un impianto sportivo, attrezzato per un uso polivalente. Nonostante l'entusiasmo e l'incoraggiamento della cittadinanza le manifestazioni sportive non avevano raggiunto quello sviluppo desiderato, per la mancanza, appunto, di uno stadio. Nello stesso periodo la Unione Sportiva Lucchese Libertas si era data una struttura che le avrebbe permesso di disputare campionati di alto livello. Lo sviluppo del calcio nazionale susseguente all'introduzione del girone unico rendeva inadeguato l'impianto calcistico esistente, situato presso San Marco e dotato di tribuna coperta in legno e parterre. Il regime fascista infine conduceva una politica tesa a dotare le società di calcio di impianti polivalenti di proprietà pubblica.
Nella seduta del 16 gennaio 1933, la giunta comunale deliberò la costruzione dello stadio che sarebbe dovuto sorgere lungo il viale A. Marti nel tratto fra porta Elisa e l'ex piazza d'Armi.
In base al progetto di massima redatto dall'ufficio tecnico contenente le condizioni essenziali dell'opera, venne svolto un appalto-concorso dove le ditte invitate dall'amministrazione presentarono i progetti tecnici e le condizioni di esecuzione.
Riuscirono vincitori i due progettisti dello stadio Mussolini di Torino, l'ingegnere Enrico Bianchini e l'architetto Raffaello Fagnoni insieme a Mannozzi di Firenze. L'appalto dei lavori fu aggiudicato all'impresa S.A.L.A.C.E. di Lucca. Questa impresa era riconducibile a Giuseppe Della Santina, presidente della U.S. Lucchese Libertas. Molto apprezzati dalla Commissione furono anche i progetti presentati da altre imprese tra cui quello della Taiuti di Firenze a cura dell'arch. Padovani e dell'ing. Neumann.
L'impianto si inserì nel quartiere residenziale periferico sorto intorno all'Ospedale Campo di Marte. All'epoca la zona verso la Porta Elisa era ancora in parte inedificata.

## Architettura
Il progetto prevedeva la costruzione di due tribune (di cui una coperta). Le due strutture si sarebbero collocate sui lati lunghi del campo. Dietro le porte non venne all'inizio realizzata alcuna struttura. Il campo era circondato da pista per atletica leggera a quattro corsie e dalle pedane per i salti e per i lanci. Lo stadio venne dunque subito utilizzato per il calcio ma anche per altre manifestazioni sportive e non. Tra il 1945 e il 1960 sulla pista si fecero anche estemporanee gare ciclistiche pur non avendo la struttura le caratteristiche di un velodromo. Fu per molti anni anche luogo in cui si tenevano le lezioni di educazione fisica di vari istituti superiori della città. Solo la costruzione del campo scuola del CONI (oggi campo di atletica Moreno Martini) fece cessare questa funzione. Fin dai primi anni vennero messi a dimora sui lati est ed ovest degli alberi, in particolare pini domestici, seguendo l'esempio del Foro Italico di Roma (all'epoca Foro Mussolini). Nel periodo 1937-1952, quando lo stadio ospitò molti campionati di Serie A e Serie B, venne realizzata una tribuna in curva in cemento sul lato ovest (curva ovest). Questa tribuna era scarsamente elevata sul piano del campo ed era formata da meno di dieci gradini capaci di ospitare spettatori in piedi. Dopo il 1945 vennero poi aggiunte delle tribunette in legno ai lati della gradinata scoperta e questo portò la capienza ufficiale (mantenuta fino al 1980) a 23 000 posti. Tale capienza era da considerarsi, secondo l'uso di allora, per spettatori in piedi e stipati anche nei parterres.
La superficie interessata dall'impianto sportivo è di circa 33 000 m² e recintata sulle curve da una muratura in mattoni a vista, che riprende stilisticamente la vicina cinta muraria della città.
La configurazione planimetrica dello stadio è delineata dall'isolato compreso dal viale della Circonvallazione, via A. Gramsci, via N. Barbantini e via dello Stadio.
Nel 1970 lo stadio fu dotato di impianto di illuminazione per le gare in notturna.
Nel 1977, sotto la spinta di Romeo Anconetani, allora consulente (ma di fatto direttore generale) della Lucchese il Comune decise di ampliare la curva ovest. Secondo l'uso dell'epoca la pista, pur essendo ormai da tempo inutilizzata, fu comunque mantenuta. Si costruì invece una tribuna in curva con elementi prefabbricati. Questa tribuna andava a sovrapporsi, con una balconata a sbalzo, alla vecchia curva ovest (detta allora "curvetta") che in tal modo diveniva coperta. La nuova curva ovest era in grado di ospitare fino a 4 500 spettatori e fu inaugurata nel 1978. Negli anni successivi la pista fu invece parzialmente distrutta per realizzare una tribuna per i tifosi ospiti sul lato est. Questa tribuna per i tifosi ospiti vide due successivi ampliamenti tra il 1988 e il 1990.
Proprio nel 1990 le rinnovate ambizioni della Lucchese indussero il Comune ad effettuare nuovi importanti lavori di adeguamento e ampliamento. I lavori interessarono la gradinata nord e la curva ovest. La gradinata nord vide l'ampliamento del parterre con l'eliminazione della pista di atletica e la realizzazione di un fossato di separazione tra campo e spettatori. La curva vide la realizzazione dello stesso fossato che fu posto a circa 13 metri dal campo con un andamento leggermente curvo. In tal modo si adottò una soluzione che comportò l'eliminazione definitiva della pista anche su questo lato, ma il permanere di una certa distanza dal campo degli spettatori. Oggi una soluzione del genere si può vedere in vari impianti come l'Emirates Stadium e lo stadio di Wembley, a Londra. Al Porta Elisa, come detto, inizialmente la distanza tra la linea di porta e il fossato era di circa 13 m. In ogni caso a Lucca si creò un grande parterre leggermente inclinato verso il campo che solo in parte fu saturato da tribunette prefabbricate. Queste tribunette furono poste sotto il balcone a sbalzo della preesistente struttura, mentre la "curvetta" fu demolita. Dopo i lavori del 1990 il Porta Elisa può essere comunque considerato a tutti gli effetti un impianto esclusivamente calcistico.
Il terreno di gioco misurava allora 110×68 metri. Nei primi anni '90 del secolo scorso, in ottemperanza a nuove regole imposte a tutti gli stadi italiani, esso fu ridotto alle attuali dimensioni di 105×65 m e in seguito a questa modifica la distanza dal campo del punto più lontano del fossato è di oltre 15 m.
Alla fine del secolo scorso l'impianto assunse la sua veste attuale. Le vecchie tribune in curva sui lati ovest ed est vennero infatti demolite e sostituite da nuove strutture. La nuova curva ovest segue l'andamento del fossato; il primo gradino si trova dunque a meno di due metri dal fossato stesso e alla distanza massima di 21 m dal campo (per il punto più lontano posto al centro della struttura abbiamo 2,50 m dal primo gradino al fossato, 2,70 m larghezza del fossato, 16 m dal fossato al campo). La tribuna in curva lato est, ordinariamente riservata ai tifosi ospiti, ha le stesse proporzioni, ma una capienza leggermente inferiore, in quanto più corta della precedente sul lato meridionale (sviluppo della ovest sul lato del campo pari a m 77 m, sviluppo della est pari a m 69 m).
I dati riportati dimostrano come il Porta Elisa sia un impianto dedicato interamente al calcio.  La situazione del Porta Elisa ricorda anche quella dei impianti da rugby, i quali necessitano di una area di meta abbastanza ampia. Sul lato della gradinata scoperta (nord) la distanza del primo gradino dal campo è pari a 13 m, mentre sul lato della tribuna coperta, tale distanza è di circa 18 m. 
Sotto la curva ovest, ai lati estremi sono collocate le vecchie biglietterie a forma circolare che sono oggi ancora in uso, mentre oltre la curva opposta, sempre all'interno della recinzione dell'impianto sportivo, vi sono l'antica abitazione del custode e i campetti in sintetico sorti nella zona ex campi da tennis. All'interno dello stadio, sui lati est ed ovest, troviamo numerose alberature e sistemazioni a verde.
Le due gradinate poste l'una davanti all'altra sono realizzate in cemento armato e fanno parte del progetto originario, anche se quella scoperta di via A. Gramsci, come illustrato, è stata ampliata nella parte bassa.
La parte più interessante sotto il profilo architettonico è senza dubbio la tribuna coperta, realizzata con struttura portante in cemento armato, tamponata in muratura tradizionale e intonacata.
La gradinata lunga circa 100 m, è sostenuta da una serie di setti portanti in cemento armato evidenti sul prospetto lato strada e intervallati dalle tamponature e finestroni che costituiscono sotto la chiusura dei locali di servizio, quali spogliatoi, magazzini, piccola palestra, salette varie e sottopasso verso il campo da gioco; caratteristica è la torretta anch'essa in cemento armato, dove viene collocata la bandiera nel giorno della gara, posta sul lato ovest della tribuna.
Interessante risulta la copertura della gradinata realizzata in cemento armato e caratterizzata dallo sbalzo di notevoli dimensioni, eseguita come da progetto originario nella seconda metà degli anni trenta e recentemente restaurata.
Di notevole interesse risulta l'ossatura delle tribuna coperta realizzata in cemento armato, dove le notevoli fondazioni presenti su terreno acquitrinoso sono illustrate nel 1934 nella rivista L'architettura italiana.
Caratteristico risulta il sostegno della pensilina a sbalzo con sezione a T, gettato in forme d'acciaio. Da sottolineare la tribuna d'onore posta al centro della tribuna coperta con accesso indipendente, capace di ospitare 15 persone; il podio e le incorniciature sono in verde alpi mentre le pavimentazioni sono in marmo bianco di Carrara.

## Disposizione dei posti
Lo stadio Porta Elisa può contenere al massimo della capienza 12 800 spettatori; però, vista la mancanza dei tornelli all'ingresso dei vari settori della struttura, la capienza è stata ridotta a 7 400 posti secondo le norme dei decreti Pisanu ed Amato. Tali disposizioni sono stati totalmente recepite, eccetto la parte riguardante appunto i tornelli.
Il 17 gennaio 2015 viene inaugurata la nuova struttura moderna per i disabili. Nel settembre del 2015 viene inaugurato il rinnovato impianto di illuminazione.
Suddivisione dei posti nei vari settori:
| Capienza stadio Porta Elisa | Capienza stadio Porta Elisa       |
| --------------------------- | --------------------------------- |
| Settore                     | Posti                             |
| Tribuna d'onore/autorità    | 82                                |
| Tribuna stampa              | 36                                |
| Tribuna numerata centrale   | 182                               |
| Tribuna numerata laterale   | 1 200                             |
| Tribuna (totale)            | 1 500                             |
| Gradinata                   | 2 100                             |
| Curva ovest                 | 2 500                             |
| Curva est (settore ospiti)  | 1 300                             |
| Capienza totale             | 7 400 (capienza effettiva 12 800) |

## Partite storiche
Tra le partite importanti per la storia del calcio italiano disputate al Porta Elisa va ricordata in particolare quella del 20 maggio 1951 tra Lucchese ed Inter. La partita, quartultima del campionato, finì con la vittoria della Lucchese per 3-2 e risultò decisiva per l'assegnazione del titolo, che il Milan alla fine si aggiudicò superando proprio l'Inter per un punto.

## Record spettatori
La partita che vide la massima presenza di pubblico nello stadio Porta Elisa si disputò il 14 novembre 1948 tra Lucchese e Fiorentina. L'incontro faceva parte del programma della decima giornata del campionato di Serie A. Il pubblico fu richiamato dal fatto che la Lucchese occupava il primo posto della classifica appaiata al Torino e all'Inter con 14 punti, mentre la Fiorentina era terza con 11. La Lucchese si aggiudicò la partita con il punteggio di 4-0 rimanendo da sola in testa a 16 punti. Gli spettatori presenti furono circa 23 000, ovvero al limite di quella che all'epoca era la capienza ufficiale dell'impianto.